# 德巫乡
德巫乡，是中华人民共和国四川省甘孜藏族自治州理塘县下辖的一个乡镇级行政单位。

## 行政区划
德巫乡下辖以下地区：
当巴村、白中村、日瓦村、措洼村、日乃村、拉拉村和上卡村。